# Dickie Burnell
Richard Desborough Burnell, detto Dickie (Henley-on-Thames, 26 luglio 1917 – Henley-on-Thames, 29 gennaio 1995), è stato un canottiere britannico.
È figlio di Charles Burnell, anch'egli medagliato olimpico nel 1908.

## Palmarès
- Giochi olimpici

Berlino 1936: oro nel due di coppia.
- Giochi dell'Impero Britannico

Auckland 1950: bronzo nell'otto.